# 王金 (三国)
王金。桂阳郡浈阳县（今广东省英德市）人，三国孙吴时南海起事领袖。
汉献帝建安二十五年（220年），王金在南海郡（今广州市）起义，聚众万余人，州郡震惊。吴主孙权命交州刺史吕岱率兵镇压，王金苦战月余而败。部众逃散，生擒王金，傳送至都城武昌，斬首生擒其部属萬餘人。